# Спортивное проклятие Кливленда
Спортивное проклятие Кливленда (англ. Cleveland sports curse) — спортивное суеверие, связанное с американским городом Кливленд в штате Огайо и его профессиональными спортивными командами из высших лиг. Основывалось на их неспособности выиграть чемпионат в любом виде спорта с 1964 по 2016 год. Вере в проклятие способствовала игра «Браунс» в Национальной футбольной лиге; «Кавальерс» в Национальной баскетбольной ассоциации; и Индианс в Главной лиге бейсбола (MLB).
Засуха началась после того, как «Браунс» победили «Балтимор Кольтс» в матче чемпионата НФЛ 1964 года. Профессиональные спортивные команды города, включая недолговечную франшизу Национальной хоккейной лиги «Баронз», затем провели беспрецедентные 147 сезонов без чемпионства. Засуха закончилась, когда «Кавальерс» обыграли «Голден Стэйт Уорриорз» в седьмой игре финала НБА 2016 года.

## Серии неудач кливлендских команд

### Кливленд Браунс
Большая часть обсуждения проклятия сосредоточена на «Кливленд Браунс» из НФЛ, который не выигрывал чемпионат с 1964 года и перенес ряд сомнительных тренерских решений, разочаровывающих поражений и провалов на драфте.
До того, как Арт Моделл стал мажоритарным владельцем команды, «Браунс» доминировали в НФЛ и ранее существовавшей Всеамериканской футбольной конференции (AAFC), выиграв семь чемпионатов за 17 лет. После трех сезонов, когда кливлендцы не смогли выйти в плей-офф, в 1964 году команда завершила сезон с результатом 10-3-1 и дома обыграли в финальной игре НФЛ Балтимор Колтс со счётом 27-0. Команда «Браунс» состояла из многих игроков, изначально выбранных и приобретенных бывшим главным тренером Полом Брауном, который был уволен Моделлом в начале 1963 года. В течение следующих 30 лет нахождения в Кливленде, команда не выиграла титул чемпиона лиги или конференции, хотя участвовала в семи играх плей-офф дивизионов НФЛ/ВФК, при этом снова выйти туда кливлендцы смогли лишь в 1980 году. По состоянию на 2022 год, «Браунс» так и не попали в финал АФК и наряду с «Детройт Лайонс», «Джэксонвилл Джагуарс» и «Хьюстон Тексанс» ни разу не участвовали в Супербоуле.
В 1995 году команда оказалась в центре споров вокруг переезда в Балтимор. После переговоров с НФЛ и городом Кливленд Моделлу разрешили переезд команды в Балтимор, ставшей известной как «Балтимор Рэйвенс». Новая франшиза на пятом году своего существования выиграла Супербоул, сделав это с генеральным менеджером и бывшим тайт-эндом «Браунс» Оззи Ньюсомом. Помимо успеха Ньюсома, уволенный из «Браунс» после сезона 1995 года главный тренер Билл Беличик через пять лет стал главным тренером «Нью-Ингленд Пэтриотс», с которыми в будущем выиграл девять финалов АФК и шесть Супербоулов.
С 1999 по 2017 год команда использовала 28 различных квотербеков, что было рекордом для НФЛ. После результата 1-15 в сезоне 2016 года, «Браунс» достигли дна в следующем году, когда не смогли выиграть ни одного из 16 матчей (аналогичный случай был лишь с «Детройтом» в 2008 году). Только в 2019 году команда смогла выдать наилучший результат за 18 лет, добившись 11 побед и 5 поражений и выйдя в плей-офф.

### Кливленд Индианс и Кливленд Гардианс
Неспособность «Кливленд Гардианс» (до 2022 года — «Кливленд Индианс») выиграть с 1948 года Мировую серию побудило местную газету Cleveland Scene окрестить это явление «проклятьем вождя Ваху». «Проклятие Рокки Колавито», обмен которого в «Детройт Тайгерс» был непопулярным, называлось ещё одной причиной неудач команды. Фильм 1989 года Высшая лига основан на плохих результатах команды за период с 1955 по 1989 год, когда команда лишь три раза финишировали в пределах пяти игр от попадания в плей-офф.
Выйти в Мировую серию команда смогла лишь в 1995 году со 100 выигранными играми, но проиграла в финале «Атланта Брэйвз». В 1996 году команда добилась побед в 99 играх, но уступила в первом раунде плей-офф Американской лиги «Балтимор Ориолс». В следующем году кливлендцы вышли в плей-офф, обыграли «Нью-Йорк Янкис» и «Балтимор», но в мировой серии уступили «Майами Марлинс». В 1999 году команда уступила «Бостон Ред Сокс» в первом раунде плей-офф, а в 2000 году заняла второе место в дивизионе и пропустила «Чикаго Уайт Сокс».
Выиграв титулы в дивизионе шесть раз за семь сезонов с 1995 по 2001 год, в последующие 15 лет «Индианс» появлялись в плей-офф лишь дважды. В 2007 году им удалось выйти в финал дивизиона, где они уступили будущему победителю мировой серии «Бостону». В 2013 году кливлендцы вышли в уайлд-кард своего сезона, где проиграли «Тампа-Бэй Рейс».
В 2016 году «Индианс» пробились в финал мировой серии с победами над «Бостоном» и «Торонто Блю Джейс», где уступили «Чикаго Кабс». В следующем году со 102 победами кливлендцы рассматривались как очевидный претендент на повторение прошлогоднего успеха, но они уступили «Янкис» в финале дивизиона. В 2018 году произошла аналогичная ситуация, но уже с «Аризона Даймондбэкс». В 2020 году в серии уайлд-кард кливлендцы уступили «Янкис».

## Другие виды спорта

### Смешанные единоборства
14 мая 2016 года уроженец кливлендского пригорода Юклид и боец смешанных единоборств Стипе Миочич выиграл титул чемпиона UFC в супертяжелом весе на турнире Куритибе, Бразилия. За три часа до этого по ESPN был показан эпизод 30 for 30 под названием «Believeland», посвящённый чемпионской засухе городских команд из высших лиг. Вскоре после этого победителя поздравили твиттер-аккаунты «Индианс» и «Кавальерс», которые вместе с «Браунс» ещё до боя пожелали победы земляку. Сам Миочич написал в Твиттере пост в поддержку «Кавальерс», которые надеялись сохранить победную серию в плей-офф НБА 2016 года. Некоторые СМИ охарактеризовали титул Миочича как положивший конец 52-летней чемпионской засухе чемпионата Кливленда, но большинство либо продолжали считать проклятие действующим, либо надеялись на его уничтожение победой баскетболистов.